# Abraham Syrén
Abraham Syrén, född 9 augusti 1803 i Skärstad, Jönköpings län, död 18 september 1857 i Skärstad, var en svensk målarmästare och målare.
Han var gift med Fredrica Schöldström. Syrén var verksam som målarmästare först i Norrköping och därefter i Linköping. Vid sidan av yrkesmåleriet var han verksam som porträtt och landskapsmålare. Han medverkade i Linköpings slöjd- och konstexposition 1849 med ett flertal kopior efter olika mästare. Syrén är representerad med Motiv från Järnbrogatan vid Norrköpings konstmuseum. Bland hans övriga kända arbeten märks ett porträtt av hustrun samt en stor utsikt över Holmens bruk i Östergötland. 